# Sint-Johannes de Doperkerk (Vlaardingen)
De Sint-Johannes de Doperkerk was een rooms-katholieke kerk aan de Hoogstraat 26 in Vlaardingen. 
Het was de eerste katholieke kerk die in Vlaardingen werd gebouwd na het herstel van de bisschoppelijke hiërarchie in 1853. Het monumentale bouwwerk, van de bekende architect Pierre Cuypers, bleek door fouten in de fundering al kort na de ingebruikname te verzakken en moest gedurende zijn bestaan continu gerepareerd worden. In 1956 was de kerk in zo'n slechte staat dat het gebouw moest worden afgebroken. De kerktoren kon behouden blijven en staat nog bij de nieuwe kerk aan de Hoogstraat.

## Bouw
De parochie Sint Joannes den Dooper werd in 1857 gesticht en kwam voort uit de statie Vlaardingen, die tot 1855 verantwoordelijk was voor de Vlaardingse katholieken. De eerste jaren bleef men gebruik maken van de kerk van Zouteveen, maar dit gebouw lag te ver uit het centrum van Vlaardingen, was te oud, en tevens te klein voor de ongeveer 1100 katholieke gelovigen. De parochie haalde geld op en kocht in 1863 een perceel op de hoek van de West-havenplaats en de Havenstraat. Pierre Cuypers maakte twee ontwerpen voor de bouw van de nieuwe kerk, alvorens de parochie in 1865 de gelegenheid kreeg een groter  perceel aan de Hoogstraat te kopen, waar de kerk definitief gebouwd zou worden. 
De bouw werd in 1867 aanbesteed en de kerk kon voor fl.89.500,- worden gebouwd. De aannemer was de later ook bekende architect Evert Margry, die tevens een leerling van Pierre Cuypers was geweest. Op 29 april 1868 was het heiwerk gereed en kon de eerste steen worden gelegd. Op 19 oktober 1869 was de bouw gereed en werd de kerk plechtig ingewijd door bisschop Wilmer.

## Architectuur
Cuypers ontwierp een driebeukige kerk met een pseudotransept in neogotische stijl. Aan de zuidelijke zijde stond de uit vier geledingen bestaande klokkentoren met naaldspits van 53 meter hoog. In de toren hingen tot 1942 de Mariaklok (1870) en de Joannes den Dooperklok (1873).
Aan de noordzijde van de kerk was de eveneens door Cuypers ontworpen pastorie gebouwd. 

## Interieur
Het atelier van Cuypers was verantwoordelijk voor de gebrandschilderde ramen en een deel van het interieur. Een aanzienlijk deel hiervan werd geschonken door rijke parochianen, zoals het hoofdaltaar, de zijaltaars voor Jozef en Maria en de kruiswegstatie. 
In 1891 werd dankzij een legaat een kerkorgel van de firma Smits gekocht. 
In 1906 bracht Kees Dunselman schilderingen aan in het transept en het priesterkoor.

## Verzakkingen en afbraak
De locatie aan de Hoogstraat bleek niet erg geschikt voor de kerk, die bovendien niet goed onderheid was. Al in 1875 begon de vloer te verzakken en in de jaren die volgden waren veel reparaties nodig die veel geld kosten. In 1914 moest de kerk tijdelijk worden gesloten nadat stenen naar beneden vielen. Het kerkbestuur ging daarop op zoek naar een betere locatie voor een nieuw te bouwen kerk, maar kreeg uiteindelijk geen toestemming van het bisdom. In 1936 werd de eveneens verzakte en vervallen pastorie gerestaureerd. Hierna werd op advies van architect Jos Margry ook gestart met het benodigde herstel van de kerk, waarbij de fundering verstevigd zou worden. Dit liep echter veel vertraging op door de oorlogsjaren. In 1942 vorderde de Duitse bezetter de beide kerkklokken, die pas in 1948 konden worden vervangen door twee nieuwe klokken van klokkengieterij Petit & Fritsen. In 1945 bleken grote scheuren te zijn ontstaan in het gewelf van de kerk. Er werd een plan voor de restauratie en onderheien gemaakt, waar pas in 1949 mee werd gestart. De restauratie kostte fl.100.000,-, maar al na een paar jaar ontstonden nieuwe scheuren in het gebouw. Toen in 1953 het grondwaterpeil werd verlaagd vielen de houten funderingspalen droog en ontstonden er grote verzakkingen en scheuren in de muren. Desondanks bleef de kerk open en werd het priesterkoor in 1955-1956 nog vernieuwd. In maart 1956 werd echter vanwege de zeer slechte staat van de kerk geadviseerd tot sluiting en sloop. De laatste mis vond plaats op 25 maart van dat jaar. In oktober 1956 begon de sloop. De toren was in tegenstelling tot de kerk wel goed gefundeerd. Sloop van de toren werd wel overwogen, maar dit ging uiteindelijk niet door. Ook de pastorie en het voorportaal tussen de toren en de pastorie bleven staan. 

## Huidige gebruik
Op de plaats van de verdwenen kerk stond enige jaren een houten noodkerk, tot in 1963-1964 een nieuwe modernistisch kerkgebouw werd gebouwd naar ontwerp van Jan van der Laan. Deze kerk werd in 2004 afgebroken en op zijn beurt vervangen door de Sint-Lucaskerk, een kleinere kerkzaal die tegen de oude toren is aangebouwd.
De toren met zijn twee klokken, de pastorie en het voorportaal zijn bewaard gebleven. Deze resterende delen van de Johannes de Doperkerk zijn aangewezen als gemeentelijk monument. De toren is in 2008-2009 gerestaureerd. In 2010 werd de ruimte onder in de toren, een voormalige Mariakapel, ingericht als stiltecentrum en deze is publiek toegankelijk. De rond 1953 aangebrachte tekeningen op de muren zijn hier nog aanwezig.

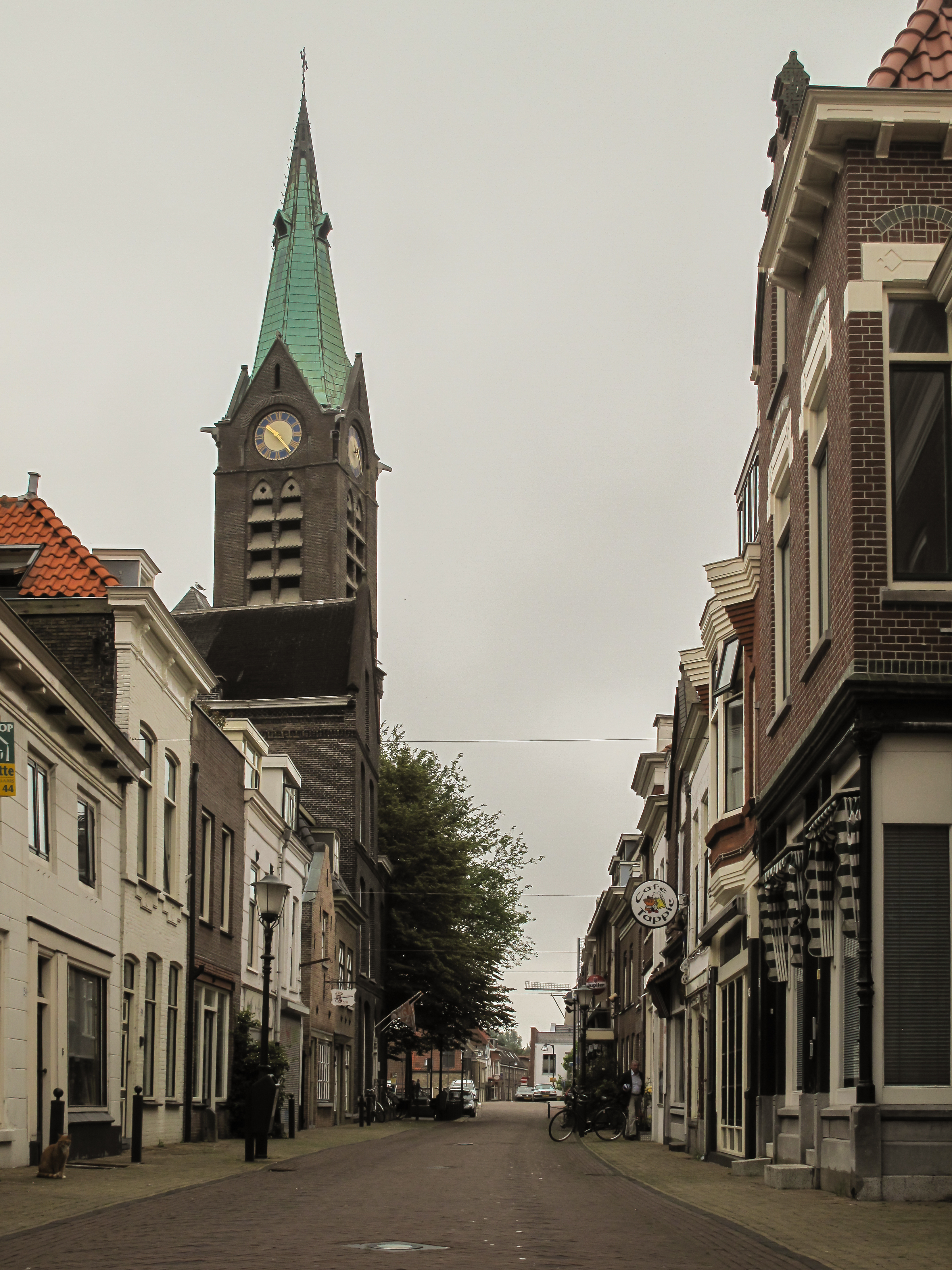
De toren, gezien vanaf de Hoogstraat (2011)